# Urocythereis distinguenda
Urocythereis distinguenda is een mosselkreeftjessoort uit de familie van de Hemicytheridae. De wetenschappelijke naam van de soort is voor het eerst geldig gepubliceerd in 1978 door Athersuch.